# Grajal de Campos (kommun)
Grajal de Campos är en kommun i Spanien.   Den ligger i provinsen Provincia de León och regionen Kastilien och Leon, i den norra delen av landet, 240 km nordväst om huvudstaden Madrid. Antalet invånare är 238.